# Grand Corps Malade

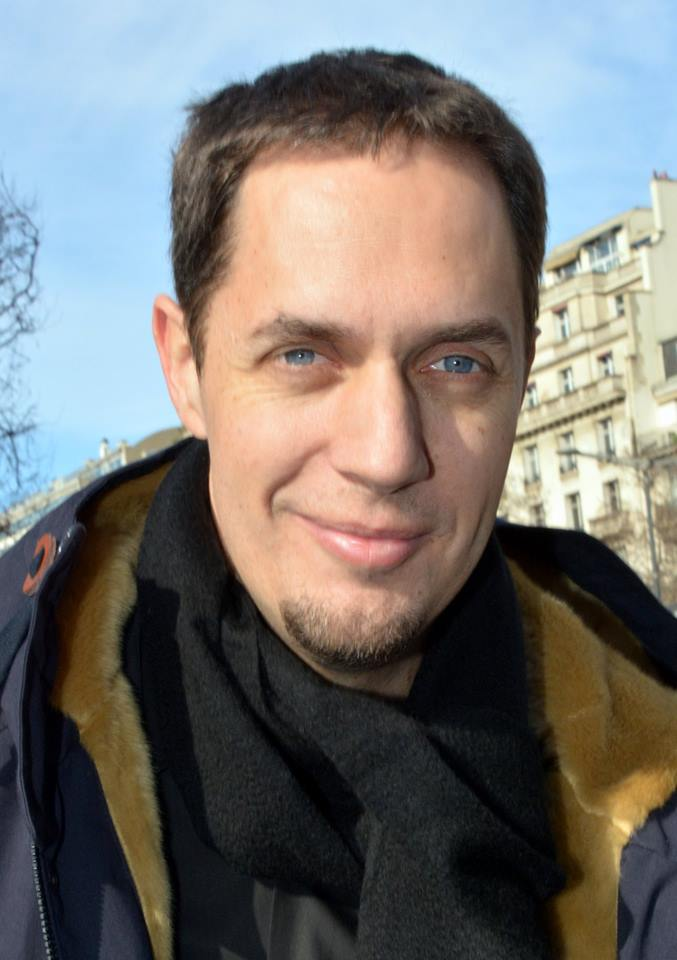
Grand Corps Malade (2018)

Grand Corps Malade (* 31. Juli 1977 in Le Blanc-Mesnil, Département Seine-Saint-Denis, Frankreich), eigentlich Fabien Marsaud, ist ein französischer Poetry-Slam-Künstler und Regisseur. Den Künstlernamen, übersetzt „Großer kranker Körper“, trägt er seit 2003, nachdem ein Unfall 1997 seinen Unterleib teilweise lähmte.

## Leben
Marsaud wuchs bei Paris auf. 1997 verschoben sich bei einem verpatzten Sprung in ein Schwimmbecken seine Wirbel, seitdem sind seine Beine gelähmt. Er schaffte es 1999, sich mit Hilfe einer Krücke wieder alleine zu bewegen, die inzwischen zu seinem Markenzeichen geworden ist.
Nach seinem Einstieg 2003 in die französische Slamszene übernahm er das Pseudonym „Grand Corps Malade“ und stieg zum ersten Mal im Oktober in einer Pariser Bar auf die Bühne. Er fasste langsam Fuß und gewann, auch durch diverse Siege bei Slam-Wettbewerben, mehr und mehr an Bekanntheit.
2004 gründete er dann mit sechs anderen Kollegen Le Cercle des Poètes sans Instru (deutsch „Der Kreis der Poeten ohne Bildung“). Die Gruppe bestand unter anderem aus den Mitgliedern des Kollektiv 129H, die die Vorreiter des Genres in Frankreich waren. Zusammen traten sie auf vielen Musikfestivals auf. 2005 gründete Grand Corps Malade den Verein Flow d’encre (deutsch „Tintenstrom“) und animiert seitdem aktiv verschiedene Schreib- und Slamgruppen in sozialen Einrichtungen, Schulen und Altenheimen.
2005 schlug ihm ein Freund vor, eine Musikbegleitung für seine Texte zu schreiben, worauf Grand Corps Malade sein erstes Album mit dem Titel Midi 20 (dt. „20 nach 12“) aufnahm. Als das Album am 27. März 2006 veröffentlicht wurde, stieg es schnell an die Spitze der Charts.
Nach seinem ersten Album startete Grand Corps Malade eine große Frankreich-Tournee, bei der er vor größerem Publikum bis Ende 2007 120 Mal auftrat. Am 10. März 2007 wurde er anlässlich der Veranstaltung Victoires de la Musique mit den Preisen für den Newcomer des Jahres und das Erstlingsalbum des Jahres (artiste révélation de l’année und album révélation de l’année) ausgezeichnet. Am 31. März 2008 erschien sein zweites Album Enfant de la ville (deutsch „Stadtkind“).
Im Jahr 2016 gab er mit dem Film Lieber leben sein Debüt als Regisseur und Drehbuchautor. Ko-Regisseur war Mehdi Idir. Der Film basiert dabei auf Malades eigenem Leben. 

## Ehrungen
- 2017: Commandeur des Ordre des Arts et des Lettres[3]

## Diskografie

### Alben
| Jahr | Titel Musiklabel                               | Höchstplatzierung, Gesamtwochen, AuszeichnungChartplatzierungen (Jahr, Titel, Musiklabel, Platzierungen, Wochen, Auszeichnungen, Anmerkungen) | Höchstplatzierung, Gesamtwochen, AuszeichnungChartplatzierungen (Jahr, Titel, Musiklabel, Platzierungen, Wochen, Auszeichnungen, Anmerkungen) | Höchstplatzierung, Gesamtwochen, AuszeichnungChartplatzierungen (Jahr, Titel, Musiklabel, Platzierungen, Wochen, Auszeichnungen, Anmerkungen) | Anmerkungen                                                        | [↑]: gemeinsam behandelt mit vorhergehendem Eintrag; [←]: in beiden Charts platziert |
| Jahr | Titel Musiklabel                               | FR | BEW | CH | Anmerkungen                                                        |                                                                                      |
| ---- | ---------------------------------------------- | --- | --- | --- | ------------------------------------------------------------------ | ------------------------------------------------------------------------------------ |
| 2006 | Midi 20 AZ / Universal Music France            | FR3 Diamant · (92 Wo.)FR | BEW4 Gold · (61 Wo.)BEW | CH28 Gold · (31 Wo.)CH | Erstveröffentlichung: 27. März 2006                                |                                                                                      |
| 2008 | Enfant de la Ville AZ / Universal Music France | FR2 ×2Doppelplatin · (89 Wo.)FR | BEW6 (50 Wo.)BEW | CH15 Gold · (22 Wo.)CH | Erstveröffentlichung: 31. März 2008                                |                                                                                      |
| 2010 | 3ème Temps AZ                                  | FR3 Platin · (39 Wo.)FR | BEW4 (26 Wo.)BEW | CH20 (9 Wo.)CH | Erstveröffentlichung: 18. Oktober 2010                             |                                                                                      |
| 2013 | Funambule Anouche Productions                  | FR5 Platin · (35 Wo.)FR | BEW11 (55 Wo.)BEW | CH34 (6 Wo.)CH | Erstveröffentlichung: 28. Oktober 2013                             |                                                                                      |
| 2015 | Il nous restera ça Anouche Productions         | FR5 (17 Wo.)FR | BEW6 (19 Wo.)BEW | CH11 (6 Wo.)CH | Erstveröffentlichung: 23. Oktober 2015                             |                                                                                      |
| 2018 | Plan B Anouche Productions                     | FR2 Platin · (62 Wo.)FR | BEW2 (51 Wo.)BEW | CH4 (10 Wo.)CH | Erstveröffentlichung: 16. Februar 2018                             |                                                                                      |
| 2020 | Mesdames Anouche Productions                   | FR1 Diamant · (156 Wo.)FR | BEW1 Gold · (188 Wo.)BEW | CH3 (77 Wo.)CH | Erstveröffentlichung: 11. September 2020                           |                                                                                      |
| 2022 | Éphémère Anouche Records                       | FR2 Platin · (46 Wo.)FR | BEW5 (31 Wo.)BEW | CH39 (2 Wo.)CH | Erstveröffentlichung: 16. September 2022 mit Ben Mazué & Gaël Faye |                                                                                      |
| 2023 | Reflets Anouche Records                        | FR3 Platin · (48 Wo.)FR | BEW3 (39 Wo.)BEW | CH11 (10 Wo.)CH | Erstveröffentlichung: 20. Oktober 2023                             |                                                                                      |
| 2024 | Plus de Reflets Anouche Records                | FR36 (… Wo.)FR[BEW: ↑][CH: ↑] | BEW3 (39 Wo.)BEW | CH11 (10 Wo.)CH | Erstveröffentlichung: 11. Oktober 2024                             |                                                                                      |

### Kompilationen
| Jahr | Titel                                       | Höchstplatzierung, Gesamtwochen, AuszeichnungChartplatzierungen (Jahr, Titel, Platzierungen, Wochen, Auszeichnungen, Anmerkungen) | Höchstplatzierung, Gesamtwochen, AuszeichnungChartplatzierungen (Jahr, Titel, Platzierungen, Wochen, Auszeichnungen, Anmerkungen) | Höchstplatzierung, Gesamtwochen, AuszeichnungChartplatzierungen (Jahr, Titel, Platzierungen, Wochen, Auszeichnungen, Anmerkungen) | Anmerkungen                              |
| Jahr | Titel                                       | FR | BEW | CH | Anmerkungen                              |
| ---- | ------------------------------------------- | --- | --- | --- | ---------------------------------------- |
| 2009 | 2cd originaux: Midi 20 / Enfant de la ville | FR189 (5 Wo.)FR | — | — | Erstveröffentlichung: 14. September 2009 |
| 2019 | Collection 2003–2019                        | FR43 (6 Wo.)FR | BEW51 (7 Wo.)BEW | — | Erstveröffentlichung: 30. August 2019    |

### Singles
| Jahr | Titel Album                              | Höchstplatzierung, Gesamtwochen, AuszeichnungChartplatzierungen (Jahr, Titel, Album, Platzierungen, Wochen, Auszeichnungen, Anmerkungen) | Höchstplatzierung, Gesamtwochen, AuszeichnungChartplatzierungen (Jahr, Titel, Album, Platzierungen, Wochen, Auszeichnungen, Anmerkungen) | Höchstplatzierung, Gesamtwochen, AuszeichnungChartplatzierungen (Jahr, Titel, Album, Platzierungen, Wochen, Auszeichnungen, Anmerkungen) | Anmerkungen                                                        |
| Jahr | Titel Album                              | FR | BEW | CH | Anmerkungen                                                        |
| --- | ---------------------------------------- | --- | --- | --- | ------------------------------------------------------------------ |
| 2009 | L’ombre et la lumière L’Embellie         | — | BEW10 (19 Wo.)BEW | — | Erstveröffentlichung: 20. April 2009 mit Calogero                  |
| 2010 | Roméo kiffe Juliette 3ème Temps          | — | BEW44 (1 Wo.)BEW | — | Erstveröffentlichung: 4. Oktober 2013                              |
| 2011 | Inch’Allah 3ème Temps                    | FR59 (21 Wo.)FR | — | — | Erstveröffentlichung: 25. November 2011 mit Reda Taliani           |
| 2013 | Funambule                                | FR189 (1 Wo.)FR | — | — | Erstveröffentlichung: 1. Oktober 2013                              |
| 2014 | 15h du matin Funambule                   | FR50 (3 Wo.)FR | — | — | Erstveröffentlichung: 24. September 2014 mit John Mamann           |
| 2018 | Dimanche soir Plan B                     | FR98 Platin · (4 Wo.)FR | — | CH95 (1 Wo.)CH | Erstveröffentlichung: 9. Februar 2018                              |
| 2020 | Mais je t’aime Mesdames                  | FR9 Diamant · (86 Wo.)FR | BEW12 Gold · (33 Wo.)BEW | CH41 (2 Wo.)CH | Erstveröffentlichung: 19. Juni 2020 mit Camille Lellouche          |
| 2020 | Mesdames                                 | FR83 Diamant · (9 Wo.)FR | — | — | Erstveröffentlichung: 3. Juli 2020                                 |
| 2020 | Pendant 24h Mesdames                     | FR128 Platin · (4 Wo.)FR | — | — | Erstveröffentlichung: 18. September 2020 mit Suzane                |
| 2020 | Pas essentiel –                          | — | BEW26 (5 Wo.)BEW | — | Erstveröffentlichung: 11. Dezember 2020                            |
| 2021 | Derrière le brouillard Mesdames          | FR42 Diamant · (56 Wo.)FR | — | — | Erstveröffentlichung: 29. Januar 2021 mit Louane                   |
| 2021 | Nos plus belles années Mesdames (Deluxe) | FR49 Diamant · (35 Wo.)FR | BEW17 (20 Wo.)BEW | — | Erstveröffentlichung: 2. September 2021 mit Kimberose              |
| 2022 | Tailler la route Éphémère                | FR120 Gold · (2 Wo.)FR | — | — | Erstveröffentlichung: 14. September 2022 mit Ben Mazué & Gaël Faye |
| Folgende Lieder erschienen nicht als Single, wurden aber durch das Album zum Download und Streaming bereitgestellt und konnten somit eine Platzierung erlangen: |                                          | | | |                                                                    |
| |                                          | | | |                                                                    |
| 2013 | Te manquer Funambule                     | FR47 (4 Wo.)FR | — | — | mit Sandra Nkaké                                                   |
| 2016 | Pocahontas Il nous restera ça            | FR189 (1 Wo.)FR | — | — |                                                                    |
| 2021 | Le sens de la famille Mesdames (Deluxe)  | FR188 Gold · (1 Wo.)FR | — | — | feat. Leila Bekhti                                                 |
| 2022 | On a pris le temps Éphémère              | FR143 Gold · (2 Wo.)FR | — | — | mit Ben Mazué & Gaël Faye                                          |

Weitere Singles
- 2006: 6e sens
- 2006: Midi 20
- 2008: Les voyages en Train
- 2009: Enfant de la Ville
- 2009: Je viens de là
- 2010: Éducation nationale
- 2010: Roméo kiffe Juliette
- 2010: Définitivement

## Filmografie
- 2013: Jack und das Kuckucksuhrherz (Jack et la mécanique du cœur) (Stimme)
- 2015: Le monde qui nous perd (Kurzfilm)
- 2016: Lieber leben (Patients)
- 2017: Sahara (Stimme)
- 2017: Silence non demandé (TV)
- 2019: La vie scolaire – Schulalltag (La vie scolaire)
- 2024: Monsieur Aznavour